# М41 (САУ)
155-мм самохідна гаубиця M41 «Горила» (англ. 155mm Howitzer Motor Carriage M41 «Gorilla») — самохідна артилерійська установка США часів другої світової війни, класу самохідних гаубиць, легка по масі. Розроблено в 1941–1944 роках, спочатку на шасі танка M3 Стюарт, потім на сучаснішому шасі M24 «Чаффі». Серійне виробництво M41 було розпочато в 1945 році, але з закінченням Другої світової було згорнуто після випуску всього 85 машин. M41 з'явилася надто пізно, щоб взяти участь у Другій світовій війні, проте активно використовувалася в Корейській війні.